# Bán Zoltán (színművész)
Bán Zoltán, születési nevén Beck Zoltán (Budapest, 1916. április 1. – Budapest, 1998. május 15.) magyar színész, szerkesztő, rendezőasszisztens.

## Életpályája
Beck Károly fogtechnikus és Schwarz Regina (1886–1947) fiaként született. Pályáját 1933-ban kezdte a soproni színházban Tolnai Andor társulatánál. Ezzel egy időben a Soproni Hírlap és a Soproni Notesz szerkesztője, 1935–36-ban az Újság munkatársa. Az 1930-as évek végétől munkaszolgálatos. A háború után különböző szakszervezeti lapoknál szerkesztőként dolgozott. 1953 óta a szórakoztató műfajok mindenese. Dolgozott az Országos Filharmóniánál, a Vidám Színpadon, a József Attila Színháznál, a filmgyárban, a Magyar Televízióban és a Magyar Rádiónál. Számos nagyszabású rendezvény szervezője. 1976-ban nyugdíjba vonult, de később is foglalkoztatták. A Rádiókabaré állandó munkatársa, szervezője, és közreműködője volt. Igazi színházi ember volt, aki minden minőségben alázattal szolgálta a produkciót. Jellegzetes figurája, kifejező mimikája miatt szívesen foglalkoztatták epizódszerepekben.

## Színházi szerepeiből
- Dobozy Imre - Boross Elemér: Váci utca... Turista
- Kállai István: Majd a papa... ...Józsi
- Nagy Endre: A miniszterelnök... Rikkancs
- Csizmarek Mátyás - Nádasi László: Aki jól fekszik... Sovány szurkáló
- Csizmarek Mátyás: Házassági alkalmazott... Sovány férfi
- Eugène Labiche: Helénke boldog... Konstantin
- Marcel Mithois: Férjvadász... Ismeretlen úr
- Nyikitin Bogoszlovszkij: Jobb, mint otthon... Főkönyvelő
- Gádor Béla: Álomlovag... Sofőr
- Molnár Ferenc: A doktor úr... Második rendőr
- Urbán Ernő: A nagy baklövés... Lala, konvenciós cigány
- Zágon István: Hyppolit, a lakáj... Szakács
- Vajda Albert - Kovács Dénes: Torkig vagyok a szerelemmel... Egy férfi
- A helyzet a következő... (kabaré)... szereplő
- Ez is csak nálunk lehet (kabaré)... szereplő
- És mi ebből a tanulság? (kabaré)... szereplő
- Kimegyünk az életbe (kabaré)... szereplő
- Made in Hungary (kabaré)... szereplő
- Mindent egy helyen (kabaré)... szereplő
- Micsoda emberek vannak! (kabaré)... szereplő
- Nem politizálunk (kabaré)... szereplő
- Nemcsak űr ügy (kabaré)... szereplő
- Pest az Pest (kabaré)... szereplő
- Több nyelven beszélünk (kabaré)... szereplő
- Vidám kínpad (kabaré)... szereplő
- Vigyázat, utánozzák! (kabaré)... szereplő

## Filmek, tv
- Felfelé a lejtőn (1959)
- Bogáncs (1959)... Néző a cirkuszban
- Sínek között (1962)
- Háry János (1965)
- Patyolat akció (1965)... Pilóta a reptér erkélyén
- Veszedelmes labdacsok (1967)
- A ló is ember (1968)... Zsoké
- Szerelem (1971)... Borbély
- Szép maszkok (sorozat) Mia Mayo tévedése című rész (1974)
- Nász a hegyen (1975)
- Autó (1975)
- Sztrogoff Mihály (sorozat) 4. rész (1975)
- Robog az úthenger (sorozat) Az utolsó lakó című rész (1976)
- Az Isten is János (1977)
- Illetlenek (1978)
- Alfonshow (1980)
- Cha-Cha-Cha (1982) Eladó
- Telepohár (1983)
- Kismaszat és a Gézengúzok (1984)
- Televáró (1985)
- Ember és árnyék (1985)
- Úton (1986)... Nagy
- Linda (sorozat) A régi barát című rész (1989)
- Cinkekirály (1991)
- Frici, a vállalkozó szellem (sorozat) 1. rész (1993)... Eladó
- Kis Romulusz (sorozat) 1. és 6. rész (1995)
- A Notre Dame-i toronyőr (1997)
- Apa győz (1997)
- Keresztutak (1998)